# تيريزا دونكان
تيريزا دونكان (بالإنجليزية: Theresa Duncan)‏ هي ناقدة سينمائية وصحفية ومصممة ألعاب أمريكية، ولدت في 26 أكتوبر 1966 في لابير في الولايات المتحدة، وتوفيت في 10 يوليو 2007 في East Village, Manhattan ‏ في الولايات المتحدة.

## روابط خارجية
- تيريزا دونكان على موقع روتن توميتوز (الإنجليزية)